# سلجوق بن دقاق
سَلْجُوق بك بن دُقَاق أو «يقاق»،(1) أو «تقاق» أو «أديقاق» كما في المصادر العربية والإنكليزية،(بالتركية:Selçuk bey؛ الفارسية: سلجوق بیگ؛ بالرومنة:Seldjuk, Seldjuq, Seljuq؛ بالتركمانية:Seljuk beg Dukag؛ بالأذربيجانية:Səlcuq bəy. توفي تقريبا عام 1007 أو 1009)، وهو قائد قبيلة من قبائل الغز الأتراك ومؤسِّس سلالة السَّلاجقة. أسس نواة الدولة السلجوقية حول العام 1000 م. حسب بعض المصادر فإن أبناءه أربعة: ميكائيل ويونس وموسى وأرسلان. أُطلقت تسمية «السلاجقة» على جماعةٍ من التُرك المُنحدرين من قبيلة «قنق» الغُزيَّة، المنتمين إلى جدٍّ هو سَلْجُوق بن دُقَاق المعروف بـ«تيمور يلغ» أي «ذي القوس الحديد»، ويبدو أنَّ هذه القبيلة كانت من أوائل القبائل الغُزيَّة التي دخلت في الإسلام، وقد برز زعيمها سَلْجُوق بعد وفاة والده، فرعى مصالح قبيلته ودخل في خدمة السامانيين، وقاتل قبائل التُرك الوثنيَّة وأزال هيمنتها على سُكَّان الوادي الأدنى لِنهر سيحون،  فنُسب أبناء قبيلته إليه بُعيد وفاته، وسُمُّوا «سلاجقة».
ابن ميكائيل (حفيد سَلْجُوق) طغرل بك هو المؤسس الحقيقي لدولة السلاجقة وغازي بلاد الفرس والعراق.

## أصل الاسم
يظهر الاسم الشخصي لسلجوق في كتاب محمود الكاشغري ديوان لغات الترك وكتاب دده قورقوت كـ (Selcük).
وتوجد نظريات مختلفة حول أصل اسم سلجوق:
- selçük ، بمعنى «المكتسح الصغير».
- salçuk ، بمعنى «العائم الصغير».
- salçığ، بمعنى «الخصيم».

وفقًا لعالم اللغويات التركي «جعفر اوغلو» (1993)، فإن الاسم مشتق من الجذر (sil-) في الأويغورية القديمة، وتعني «نظيف». وتم تحويل حرف "i" إلى "e" في الجذر (sil-) وتشكيل الاسم بإضافة التصغيرة (-çük)، ويمكن أن تكون «الرجل النظيف الصغير».
ويعتقد عالم التركيات المجري لازلو راسوني أن اسمه يجب قرائته (Selcik). ويقترح عالم الدراسات الشرقية الألماني جوزيف ماركوارت أن يُقرأ الاسم (Salçuk). ويقترح المؤرخ الأمريكي بيتر بنجامين غولدن أن النطق (Salçuq ~ Saljuq)، وذلك حسب الكتابات الإسلامية والسريانية (sljwq)، وقد رأى الارتباط بالجذر (sal-) «لتحريك (شيء)، لوضعه في حركة مع بعض التضمينات للحركة العنيفة»، يوافق أصل الاسم مع الأنثروبولوجيا التركية المعاصرة.
في المصادر العربية والفارسية يكتب اسم سلجوق بعدة طرق مثل «سلجوك» و«سلجك» و«سلچوق» و«سلجوق» و«سلجق».

## الأصل
سلجوق هو ابن دقاق أو دقاق بك، المعروف باسم «تيمور ياليج» (Temür Yalığ) (تعني «القوس الحديدي») وذلك بسبب مهاراته في أعماله. يعتبر السهم والقوس في ثقافة الأوغوز علامة على السيادة واعتبار لقب دقاق بأنه لم يكن جنديا عاديا، لكنه «سو باشي» (sü-başı) (القائد العام). ووفقا لمصادر مختلفة، كان دقاق رجل دولة قوي وله قوة ونفوذ عظيمان في دولة اوغوز ياغبو وقد توفي حوالي عام 924.

## الهجرة إلى جند

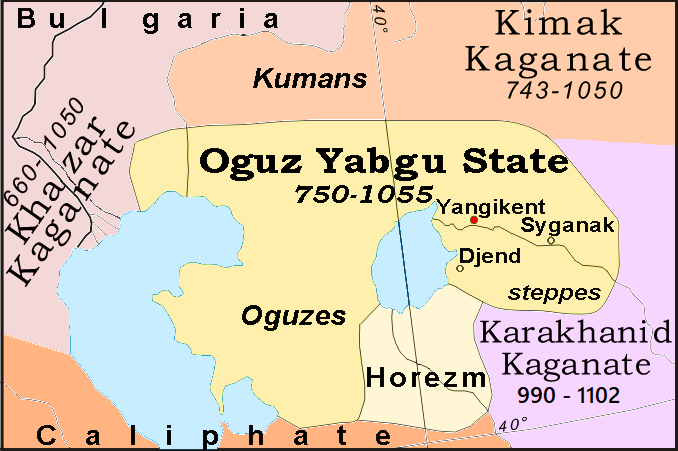
دولة أوغوز ياغبو كازاخستان، 750-1055

كان لدى سلجوق قوة وتأثير كبيرين بين أفراد قبيلته الذين عاشوا داخل أراضي دولة اوغوز ياغبو. طغت حادثة غير معروفة على العلاقة بين سلجوق واغوز يابغو، أدت إلى مغادرة سلجوق لدولة اوغوز ياغبو وهاجر مع قبيلته إلى بلدة جند، التي تقع على الضفة اليسرى لنهر سيحون. يقال أنه كان مع سلجوق بك خلال هذه الهجرة 100 فارس، و1,500 جمال و50,000 رأس من الخراف. إذا كان كل فارس معه عائلة، فإن السلاجقة الذين هاجروا إلى جند كانوا على الأرجح مجموعة بدوية صغيرة تتكزن من حوالي 500 شخص.
كانت جند بلدة حدودية في السهوب وكانت مهمة خلال القرنين العاشر والثالث عشر. يسكن هذه المدينة كل من الرحل والمستقرين، وكانت بمثابة بوابة للسهوب. كانت جند وجهة شهيرة للمسلمين والدعاة الدينيين من بلاد ما وراء النهر وكذلك التجار من الأماكن المختلفة. وهناك اعتنق السلاجقة وقبيلة أوغوز الإسلام وأصبحوا من دعاة المذهب السني وذلك بين 985-986.
بعد إسلامه طرد سلجوق المسؤولين الذين أرسلتهم اوغوز ياغبو إلى جند لتحصيل الجزية، قائلا «لن يدفع المسلمون الجزية للكافرين» وقد شن حربا ضد الأتراك الكفار. قد أثبت ذلك البيهقي وأطلق على سلجوق بك («الملك الغازي السلجوقي»).
وكان أهم حدث خلال هذه الفترة هو موت نجل سلجوق الأكبر ميكائيل، وهو والد طغرل بك وجغري بك، مؤسسي الإمبراطورية السلجوقية الكبرى. بعد هذه الحادثة تزوجت زوجة ميكائيل (والدة طغرل وجغري) من يوسف الابن الآخر لسلجوق وفقًا للتقاليد التركية القديمة، بينما طغرل وجغري تمت رعايتهما من قبل جدهما سلجوق بك.

## العلاقات مع السامانيين

خريطة خراسان وبلاد ما وراء النهر.

بعد أن اكتسب سلجوق القوة من خلال أنشطته الحربية في جند والمناطق المجاورة لها بدأ بالدخول في الأحداث السياسية في بلاد ما وراء النهر تدريجيا. عندما أستولى القراخاني هارون بغراخان على مدينة بخارى السامانية، طلب السامانيون من سلجوق المساعدة ضد بغراخان. فأرسل ابنه أرسلان (إسرائيل) إلى بلاد ما وراء النهر.
عندما تقدم سلجوق بالعمر خلال هذه الفترة كانت الإدارة في يد ابنه الأكبر أرسلان (إسرائيل). وفي هذه الأثناء تعرض الدولة السمانية التي فقدت سلطتها بالكامل لهجمات متكررة ومتجددة من قبل القراخانيين، مما أعطى أرسلان الفرصة لإثبات براعته العسكرية. خلال الفترة التي اهتزت فيها الدولة السمانية بفعل الاضطرابات الداخلية التي سببها كل من فائق، وأبو علـي بن سـيمجور وبكتـوزون، ودخول القراخانيين لبلاد ما وراء النهر واستيلائهم على بخارى للمرة الثانية (999)، قدمت السلاجقة المساعدة العسكرية بقيادة أرسلان لنصرة أبي إبراهيم إسماعيل المنتصر (1000-1005)،
آخر أعضاء السلالة السمانية (1003). وبالرغم من أن المنتصر قد حقق بعض النجاح ضد جيش القراخانيين بقيادة ايليـك خـان نصـر بالإضافة إلى الدعم الذي تلقاه من سلجوق، إلا أنه لم يستطع منع انهيار الدولة السامانية. حتى أن أرسلان وقع بالأسر في عام 1025 من قبل مسعود بن محمود الغزنوي. بعد هذا الحادث أصبحت ما وراء النهر تحت حكم القراخانيين بأكملها وكان على السلاجقة الاعتراف بحكم القراخانيين.

## العلاقات مع الخزر
حسب بعض المصادر يُعتقد سلجوق قد بدأ حياته المهنية كضابط في جيش الخزر. وتوفر هذه المصادر معلومات عن أسلاف السلاجقة، وتبين السجلات أن دقاق كان على صلة بـ«خزر ملك». وحقيقة أن هذه السجلات التي تبدو غامضة في مسمى «ملك»، والتي رددها «إبن حسول» في مؤلفاته في زمن طغرل بك لا تترك أي شك في علاقة سلجوق بالخزر. وبسبب نقص الموارد، فإنه لا يمكن الكشف عن طبيعة هذه العلاقة ولا تحديد إطارها بالكامل، وحتى الآن من الصعب تحديد ما إذا كانت هذه العلاقة قد تمت عبر دولة أوغوز يابغو أو دولة مستقلة. ولكن إذا تم إقامة اتصال سياسي بين أسلاف السلاجقة والخزر فإن أنسب تاريخ لذلك يجب أن يكون خلال منتصف الربع الثاني من القرن العاشر، عندما احتاج خانات الخزر إلى المساعدة العسكرية. حيث أنه من الممكن أن يكون لدقاق علاقات سياسية وعسكرية مع الخزر أثناء انهيارهم إما بشكل مباشر أو من خلال دولة اوغوز ياغبو، ولا يمكن التحدث بهذه الذكريات في العائلة إلا شفهيًا والتي تعكس فقط السجلات الغامضة للتاريخ السلجوقي المكتوب بعد حوالي مائة وخمسين عاما.

## تأسيس الدولة السلجوقية
هاجر السلاجقة إلى خراسان خلال حكم أبناء ميكائيل طغرل بك وجغري بك، وفي 23 مايو 1040 قامت معركة دانداناقان في محاولات الغزنويين لوقف غارة السلاجقة. أصبحت خراسان تحت حكم السلاجقة المنتصرون وتوسعت قوتهم من بلاد ما وراء النهر وحتى إيران. بحلول عام 1055 وسع طغرل سيطرته على طول الطريق إلى بغداد ونصب نفسه كبطل للخليفة العباسي، حيث كرمه بلقب سلطان. كان السلاجقة أول من كتب هذا اللقب على عملاتهم المعدنية.

## الوفاة
توفي سلجوق بك في جند عام 1009 عن عمر يناهز المائة. بعد موته، تولى ابنه أرسلان الحكم في ظل تقاليد الأوغوز القديمة. حمل أرسلان لقب «يابغو»، وأخوه يوسف لقب «إينال» وموسى لقب «يبغو». وفي نفس الوقت شغل ابني ميكائيل «طغرل» و«جغري» مكانهما في الحكم بلقب «بك» في سن 14-15. وبالرغم من أن أرسلان يابغو كان كبير الأسرة، إلا أنه حكم أبناء وأحفاد سلجوق تركمان والقوات الأخرى التابعة لها بطريقة شبه متصلة بما يتماشى مع تقاليد أوغوز القديمة.

## العائلة
حسب بعض االمصادر كان لسلجوق أربعة أو خمسة أبناء هم: أرسلان، ميكائيل، موسى، يوسف و/أو يونس. وجميع الأسماء الخمسة المذكورة مرتبطة باليهودية. وبين بعض الباحثين إلى أن المكانة الدينية لتلك الأسماء تشير إلى أن السلاجقة كانوا قبل دخولهم للإسلام إما خزر يهود أو نسطورية. لكن، باعتبار أن هذه الأسماء مستخدمة على نطاق واسع في العالم الإسلامي، فإن المؤرخون الأتراك يرجح أن مثل هذا التفسير لا يمكن أن يعتمد فقط على الأسماء.